# Clavicollis inabsolutus
Clavicollis inabsolutus es una especie de coleóptero de la familia Anthicidae.

## Distribución geográfica
Habita en Sikkim (India).